# サッカーバングラデシュ女子代表
サッカーバングラデシュ女子代表（サッカーバングラデシュじょしだいひょう）は、バングラデシュサッカー連盟(ベンガル語: বাংলাদেশ ফুটবল ফেডারেশন, 略称：BFF)によって編成されるバングラデシュの女子サッカーナショナルチームである。アジアサッカー連盟(AFC)に所属している。2010年に開催された南アジア競技大会で第1回女子サッカー部門が開催されるのに伴い代表チームが結成された。
アジアの女子サッカー選手権であるAFC女子アジアカップには2014年大会で初めて予選に参加した。その後2026年大会で初めて予選を突破した。女子ワールドカップ、オリンピックは未出場。

## ワールドカップの成績
（代表結成後のみ）
- 2011 - 予選出場辞退
- 2015 - 予選敗退
- 2019 - 不参加
- 2023 - 予選敗退
- 2027 -

## オリンピックの成績
（代表結成後のみ）
- 2012 - 予選敗退
- 2016 - 不参加
- 2021 - 予選敗退
- 2024 - 予選出場辞退

## アジアカップの成績
（代表結成後のみ）
- 2010 - 出場辞退
- 2014 - 予選敗退
- 2018 - 不参加
- 2022 - 予選敗退
- 2026 - 本大会出場権獲得

## 南アジア女子サッカー選手権の成績
| 開催年 | 結果               | 試合 | 勝利 | 引分 | 敗戦 | 得点 | 失点 | 得失点 |
| ------ | ------------------ | ---- | ---- | ---- | ---- | ---- | ---- | ------ |
| 2010   | ベスト4            | 4    | 2    | 0    | 2    | 11   | 9    | +2     |
| 2012   | グループリーグ敗退 | 3    | 1    | 0    | 2    | 2    | 5    | -3     |
| 2014   | ベスト4            | 4    | 2    | 0    | 2    | 10   | 8    | +2     |
| 2016   | 準優勝             | 4    | 2    | 1    | 1    | 13   | 3    | +10    |
| 合計   | 4/4                | 15   | 7    | 1    | 7    | 36   | 25   | +11    |

## 南アジア競技大会の成績
| 開催年 | 結果     | 試合 | 勝利 | 引分 | 敗戦 | 得点 | 失点 | 得失点 |
| ------ | -------- | ---- | ---- | ---- | ---- | ---- | ---- | ------ |
| 2010   | 銅メダル | 4    | 2    | 0    | 2    | 3    | 8    | -5     |
| 2016   | 銅メダル | 4    | 2    | 0    | 2    | 5    | 9    | -4     |
| 合計   | 2/2      | 8    | 4    | 0    | 4    | 8    | 17   | -9     |

## FIFAランキング
- 初登場 - 106位(2010年3月)
- 最高順位 - 106位(2010年3月)
- 最低順位 - 128位(2010年11月)